# Augsburger Kammgarn-Spinnerei

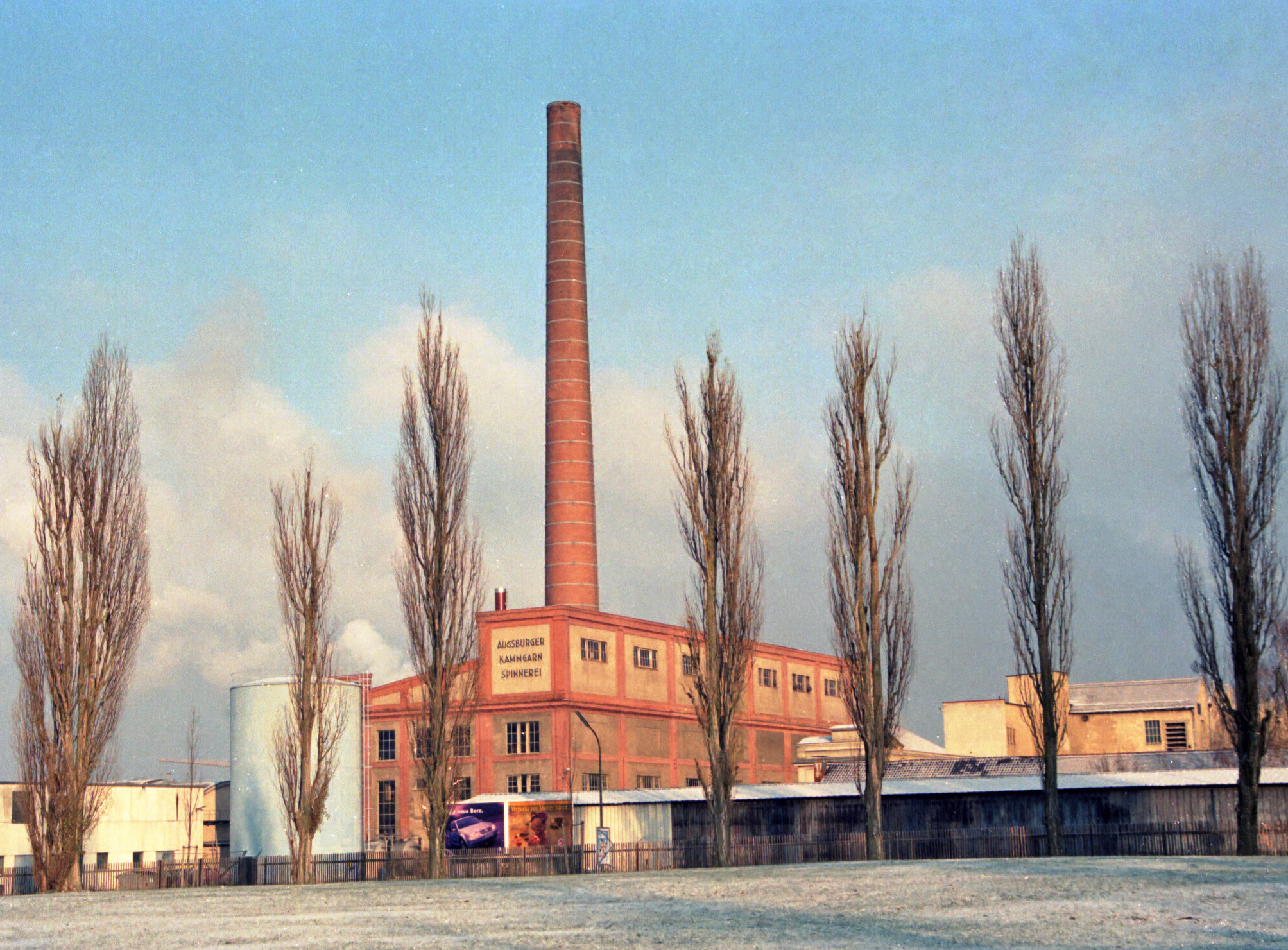
Neues Kesselhaus der Augsburger Kammgarn-Spinnerei (1999). Standort: Ambergerwiese\Prinzstraße

Die Augsburger Kammgarn-Spinnerei (AKS) war eines der ehemaligen Textilunternehmen im Augsburger Textilviertel. Sie bestand von 1836 bis 2002 und beschäftigte zeitweise über 2000 Arbeitnehmer.
Das Werksgelände lag zwischen Prinzstraße, Schäfflerbachstraße und Provinostraße. Weithin sichtbar ist das zur Prinzstraße ausgerichtete, der AVG-Haltestelle „Textilmuseum“ gegenüberliegende neue Kesselhaus mit Firmenschriftzug und Fabrikschlot. Dort führt die alte Fabrikstraße bis zur Provinostraße und zum Staatlichen Textil- und Industriemuseum. Im Zuge der Neuerschließung der ca. 12,9 ha großen Industriebrache werden seit Ende 2009 große Teile des Komplexes abgerissen. Geplant sind Wohnbebauung und Einzelhandel, eine Kindertagesstätte und ein Stadtteilzentrum.

## Geschichte

### Anfänge in Nürnberg

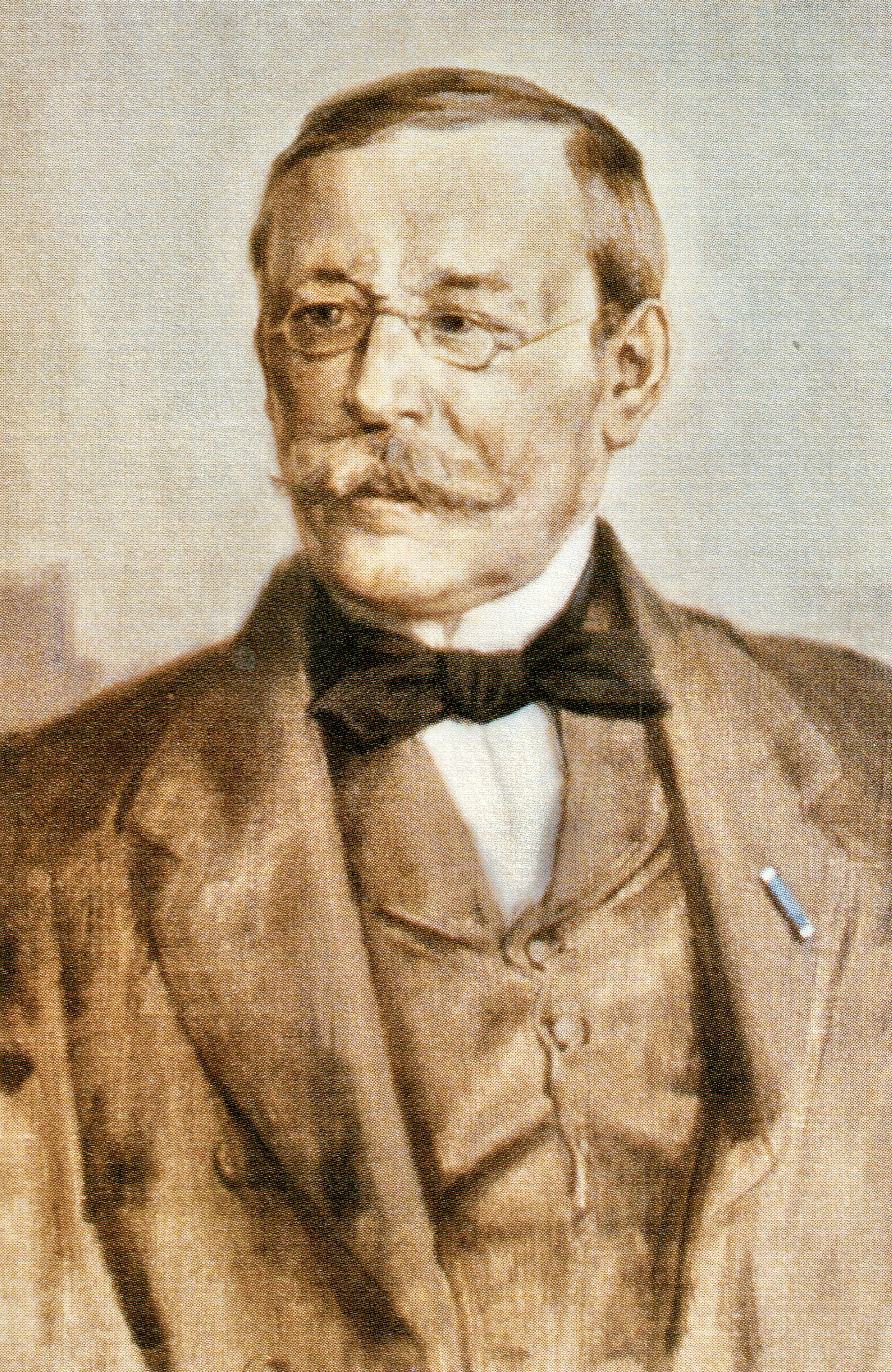
Johann Anton Friedrich Merz um 1860

Der Nürnberger Kaufmann Johann Anton Friedrich Merz gründete 1834 in Nürnberg die Kamm-Woll-Garn-Spinnerey-Fabrik Friedrich Merz & Co. Mitgesellschafter war Otto Ritter von Stransky. Merz begann mit 8 Feinspinnmaschinen in Räumen seines Partners von Stransky. Der Antrieb der Maschinen erfolgte über einen Göpel, der von Ochsen angetrieben wurde. Er verarbeitete österreichische und ungarische Wolle und lieferte die Garne vor allem nach Sachsen. Die Nachfrage war sofort so groß, dass Merz sofort eine Vergrößerung seiner Fabrik plante. Er suchte in Bayern ein Anwesen, auf dem ihm Wasserkraft zur Verfügung stehen sollte. Merz strebte dadurch eine Reduzierung der Betriebskosten an. Dafür bot sich das wasserreiche, am Fluss Lech gelegene Augsburg an. Auch sein Partner von Stransky hatte dorthin Kontakte. Seine Frau war eine Tochter des Augsburgers Bankiers Johann Lorenz von Schaezler.

### Umzug nach Augsburg
Merz kaufte für 11.000 Gulden die ehemalige Samassa'sche Tabakmühle vor dem Schwibbogentor mit zwei Radrechten und 1 ½ Tagwerk Wiese und um das Unternehmen dort als Kammgarn-Spinnerey J. Fr. Merz & Cie. fortzuführen. Um die königliche Konzession für den Betrieb der Fabrik zu bekommen, musste er ein Kapital von 100.000 Gulden nachweisen. Dieser Nachweis gelang ihm wieder mit Hilfe seines Partners von Stransky. Noch Ende des Jahres 1836 zog Merz mit seinem Maschinenpark von Nürnberg nach Augsburg um. Der Start in Augsburg war schwierig, denn ein Konjunktureinbruch sorgte für sehr schlechte Garnpreise. Merz dachte schon an die Schließung der Fabrik.
Merz versuchte, sich mit einer Verbesserung der Garnqualitäten auszuzeichnen. Dafür unternahm er Reisen nach England und Frankreich, um dort die Kammgarn-Spinnerei-Technik zu studieren. Er achtete insbesondere auf eine einwandfreie Qualität der zu verspinnenden Wolle und kaufte die Wolle auf den europäischen Börsen selbst ein. Die Produktionsabläufe gestaltete er nach dem Vorbild der französischen Spinnereien. Dafür holte er sich auch zwei tüchtige Textilingenieure aus Paris und Facharbeiter aus dem Elsass nach Augsburg. Zu den Verbesserungen gehörte, die Wolle nicht mehr mit der Hand, sondern mit Maschinen zu kämmen. Dafür erwarb er 1841 zwei Kamm-Maschinen von Collier in Paris. In den ersten Jahren in Augsburg war Merz mit einem ständigen auf und ab der Konjunktur konfrontiert. Schaden vom Unternehmen vermied er dadurch, dass er nie größere Warenlager vorhielt und damit mit Warenbeständen nicht spekulierte.

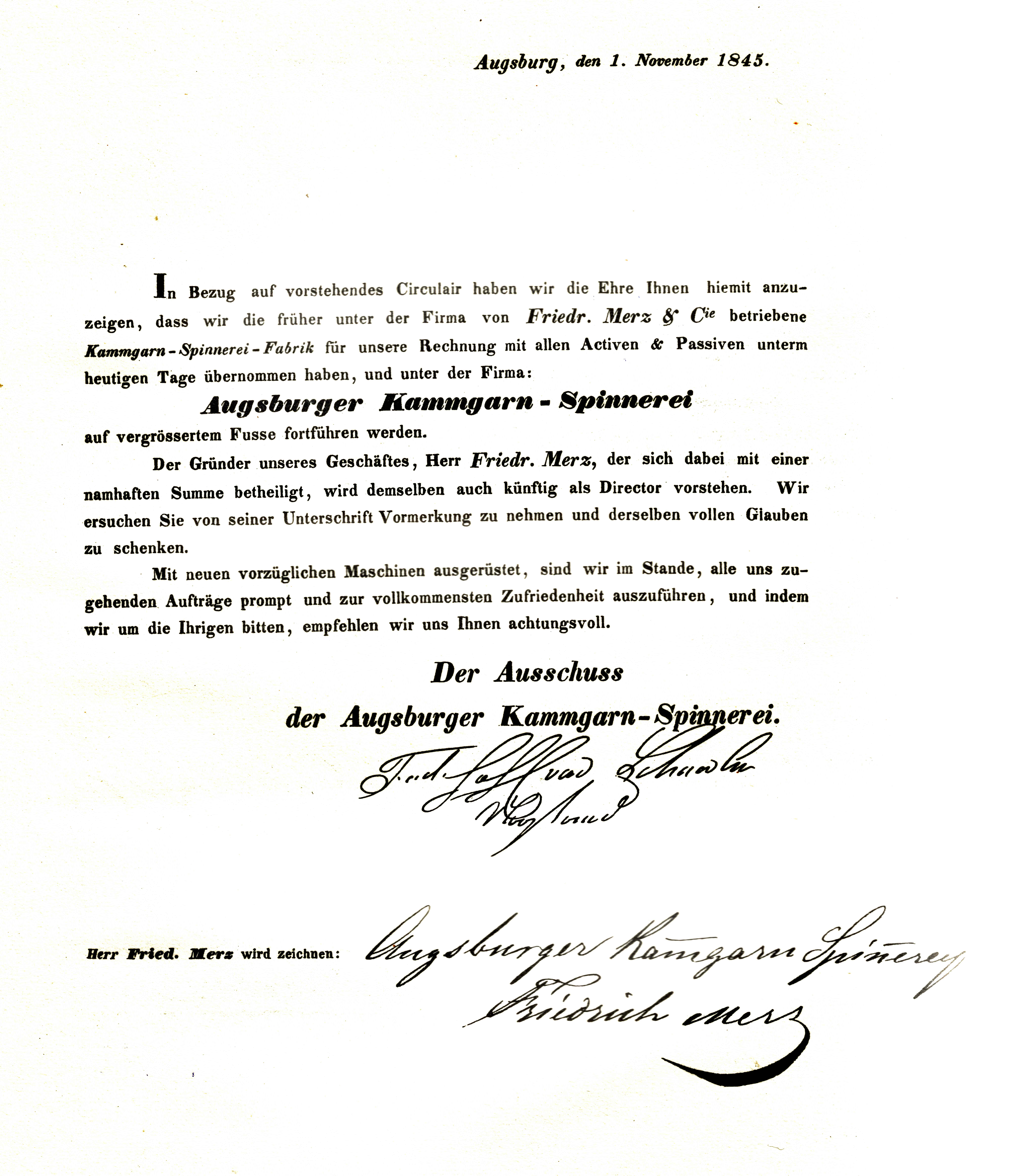
Gründungsurkunde der Augsburger Kammgarnspinnerei AG 1845

### Umwandlung zur Augsburger Kammgarn-Spinnerei AG

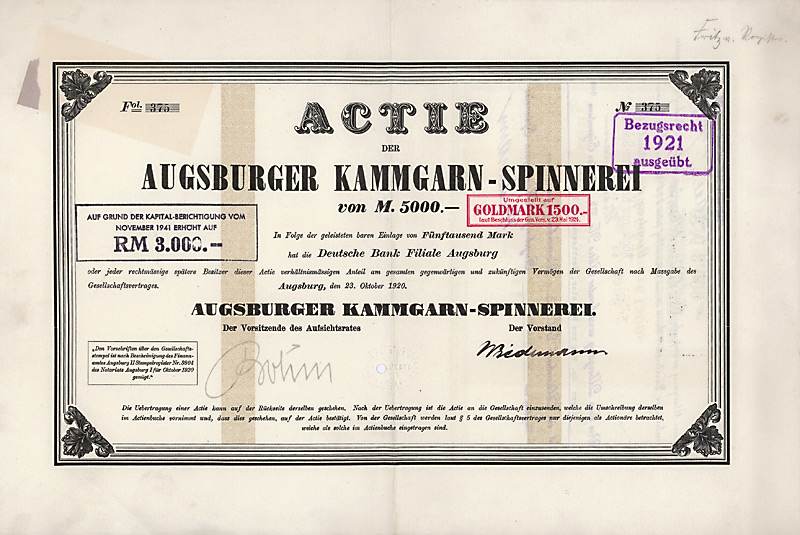
Aktie über 5000 Mark der Augsburger Kammgarn-Spinnerei vom 23. Oktober 1920

Eine besondere starke Nachfrage nach Garnen im Jahre 1844 veranlasste Merz, die Fabrikanlagen in Augsburg deutlich zu vergrößern. Merz wollte ein weiteres anschließendes Grundstück mit Wasserkraft kaufen und in Maschinen der Firma André Koechlin in Mühlhausen investieren. Dazu reichten jedoch seine Finanzmittel nicht aus. Deshalb plante er im Frühjahr 1845 unter Mitwirkung die beiden Augsburger Bankiers Wilhelm Heinrich von Schaezler und Benedikt Ferdinand von Schaezler die Umwandlung seines Unternehmens in eine Aktiengesellschaft, um den dafür notwendigen Kapitalbedarf von 700.000 Gulden zu decken. Ferdinand von Schaezler hatte schon bei der Gründung der Aktiengesellschaft der mechanischen Spinnerei und Weberei Augsburg im Jahre 1836 mitgewirkt und damit industrielle Erfahrung.
Am 24. November 1845 wurde die Augsburger Kammgarn-Spinnerei AG gegründet. 22 Augsburger Bürger zeichneten die Aktien. Größter Einzelaktionär wurde Merz, gefolgt von der Ehefrau seines Partners Baronesse Nanette von Stransky, geb. von Schaezler. Unter den Namen der Erstbesitzer sind außerdem mehrere Mitglieder der Familie Schaezler. Die Aktiengesellschaft übernahm sämtliche Aktiva und Passiva der Kammgarn-Spinnerey J. Fr. Merz & Cie. und die Pläne zur Erweiterung des Unternehmens von Friedrich Merz.

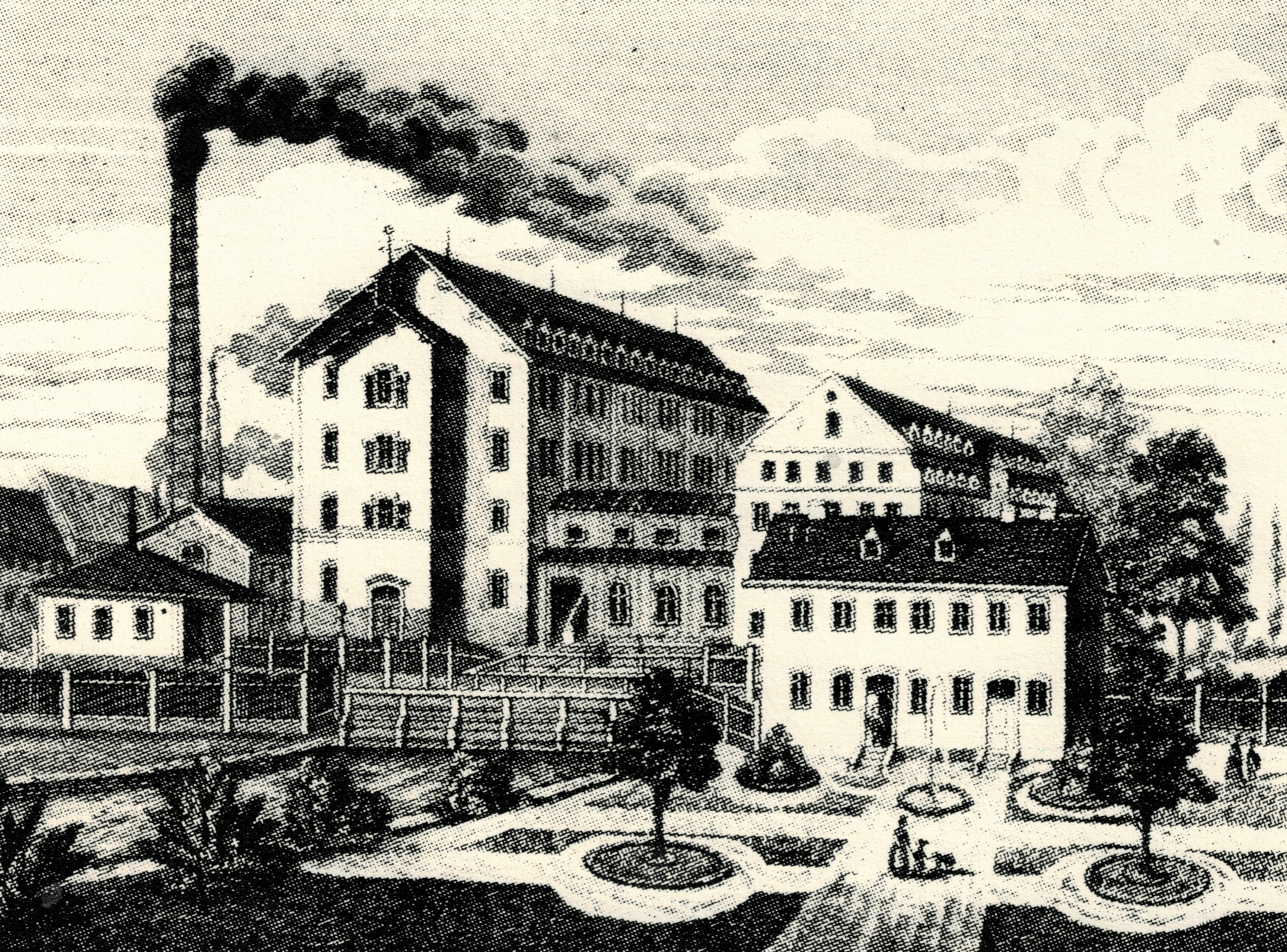
Augsburger Kammgarn-Spinnerei 1856

### 1845 bis 1859
Die folgenden 14 Jahre waren von starken Schwankungen der Konjunktur gekennzeichnet. Sie waren von 7 Verlustjahren und 7 Gewinnjahren gekennzeichnet. Zu den Verlustjahren gehörte vor allem das Jahr 1848, in dem Merz nur mit sehr verkürzten Arbeitszeiten seine Spinnerei laufen ließ. Dennoch, die Belegschaft wuchs von 400 auf 600 Arbeitnehmer und die Zahl der Spindeln von 10.000 auf annähernd 40.000. Im Jahr 1848 gründete er eine Betriebskrankenkasse und 1857 einen Unterstützungsfonds für erwerbsunfähige Mitarbeiter. 1854 begann er mit dem Bau von Werkswohnungen im sogenannten „Kammgarnquartier“ in der unmittelbaren Nachbarschaft zum Werk.

### Weiteres Wachstum und der Tod des Firmengründers

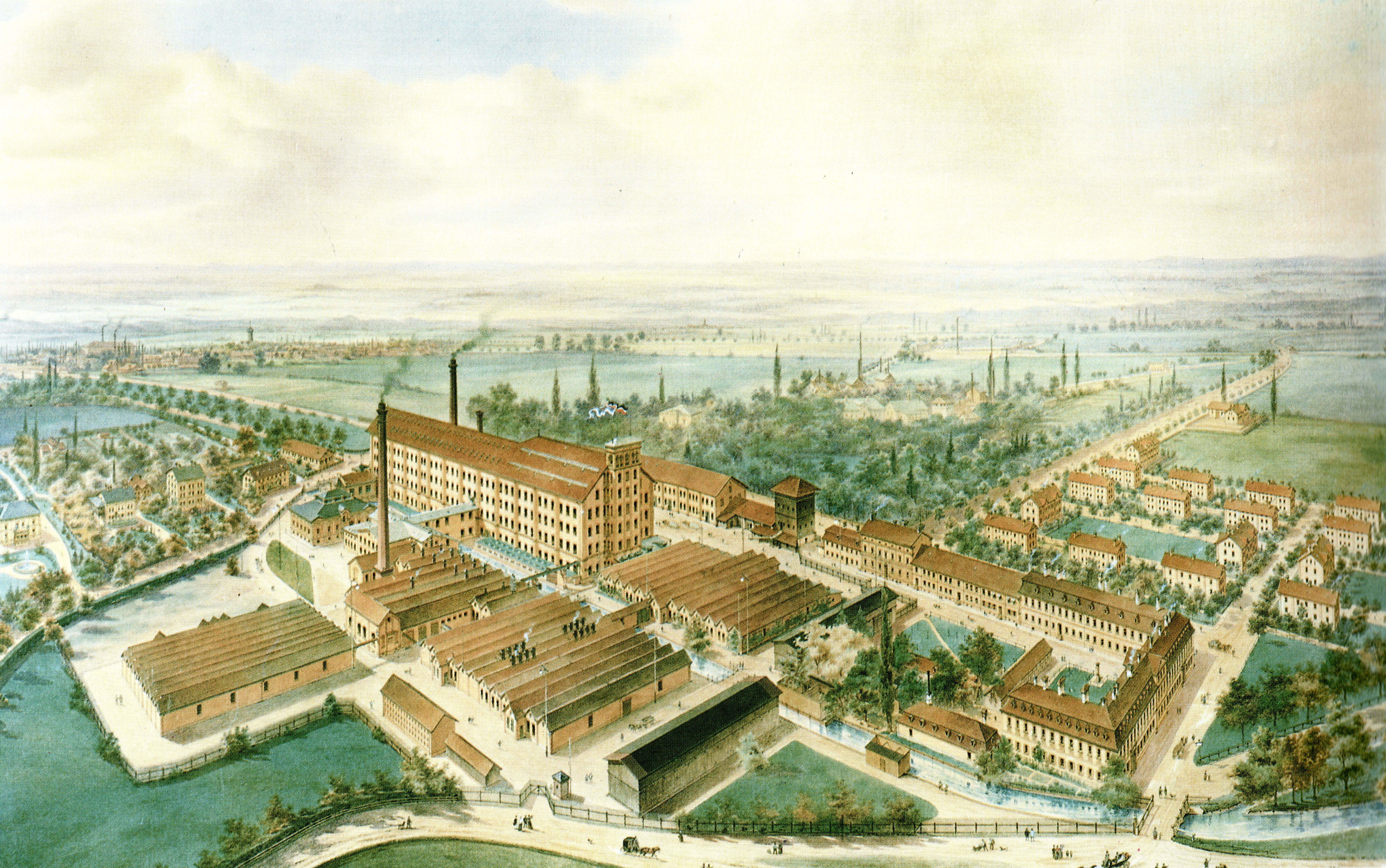
Augsburger Kammgarn-Spinnerei 1888

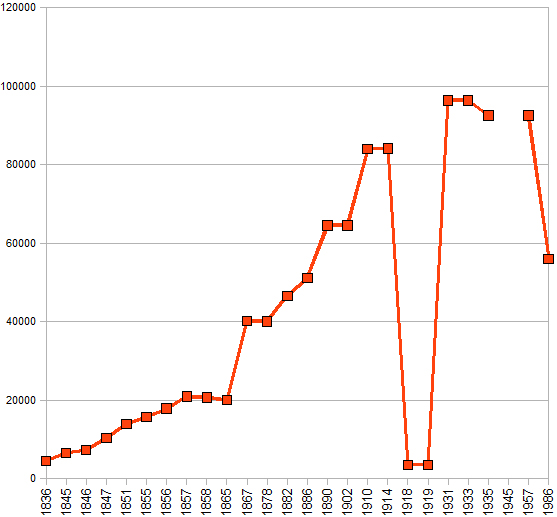
Entwicklung der AKS anhand der Anzahl der Spindeln

Merz sorgte für weiteres Wachstum des Unternehmens. 1864 produzierten 40.200 Spindeln über 1000 Tonnen Garne. Der Firmengründer Friedrich Merz starb im Jahre 1867 im Alter von 64 Jahren. Friedrich Firnhaber übernahm als Vorstand die Leitung der AKS und sicherte ihr ein weiteres Wachstum. 1872 machte sich AKS von den heimischen und osteuropäischen Wollen unabhängig und setzte hauptsächlich australische Merinowolle ein. Zur Jahrhundertwende 1900 wurde auf 60.000 Spindeln produziert.

### Der Erste Weltkrieg und Weimarer Republik
Der Erste Weltkrieg brachte zwar keine Verluste an Gebäuden und Maschinen, es gingen jedoch wesentliche ausländische Märkte verloren. Die Belegschaft betrug am Kriegsende nur noch 500 Arbeitnehmer. Im Jahr 1919, dem ersten Nachkriegsjahr, beschäftigte AKS wieder 1100 Arbeitnehmer. Das Inflationsjahr 1923 überstand die AKS, weil ihr Verband für das Inlandsgeschäft vorschrieb, die Rechnungen nur noch in holländische Gulden auszuweisen. Diesem Beispiel folgten auch die Webereien, Strickereien und Wirkereien. Die Festschrift aus dem Jahr 1986 zeigt die Bilanz des Unternehmens zum 31. Dezember 1923 mit den Inflationszahlen. Der Gewinn wird dort mit 189 Trillionen (189.282.000.000.000.000) Mark ausgewiesen
In der 1936 zur Zeit des Dritten Reichs geschriebenen Festschrift der AKS werden die positiven Entwicklungen während der Zeit der Weimarer Republik ausgespart und im Sinne der Nazipropaganda die Erfüllungspolitik der Weimarer Republik kritisiert. Positive Entwicklungen werden dort erst ab dem Jahr 1933 gesehen, wobei in der Festschrift erwähnt wird, dass 1933 mit 2454 die bisher höchste Zahl an Beschäftigten erreicht und die Produktion gegenüber 1914 um die Hälfte gesteigert wurde.
Tatsächlich hatte sich das Unternehmen bereits während der Weimarer Republik von den Folgen des Ersten Weltkriegs erholt. So berichtet die Frankfurter Zeitung vom 23. Februar 1929 Gewinne der AKS in 1926 mit 712.000, 1927 mit 954.000 und 1928 mit 908.000 Mark. Für das Jahr 1928 nannte die Frankfurter Zeitung vom 20. Februar 1931 eine Spindelzahl von 96.328 und Vollbeschäftigung für das Jahr 1930.
Die Festschrift von 1936 erwähnt außerdem den Erwerb der Feintuch Forstmann und Huffmann AG, einer Weberei in Werden an der Ruhr, mit 700 Arbeitnehmern 1924. Diese wurde in Werdener Feintuchwerke AG umbenannt. AKS erhöhte das Kapital dieser Gesellschaft von 2 Mio. Mark um 700.000 Mark. Auch dies spricht nicht für die dargestellte negative wirtschaftliche Entwicklung in dieser Zeit.

### Zeit des Nationalsozialismus
In Hitlers Kriegswirtschaft hatte der Maschinenbau Vorrang, auf die Textilindustrie wurde keine Rücksicht genommen. Bereits Anfang März 1934 wurde der Import von Baumwolle verboten und in einer weiteren Verordnung vom 19. Juli 1934 wurde die Arbeitszeit für die Textilbetriebe um 30 % eingeschränkt. Die Arbeitnehmer mussten dadurch erhebliche Lohneinbußen hinnehmen. Die Lohnkürzungen wurden bei der AKS jedoch nicht widerstandslos hingenommen. Im Sommer 1933 kam es auch bei der AKS zu Tumulten und entwickelte sich zu einem von den Nazis besonders gefürchteten Widerstandsnest. Der Unternehmergewinn wurde dadurch allerdings nicht beeinträchtigt. In der Bilanz der AKS des Jahres 1934 wurde ein Gewinn von 554.000,00 DM ausgewiesen.
Nach den Ausführungen von Loibl stand AKS 1936 fast vor der Stilllegung. Im Bilanzbericht der AKS für das Jahr 1936 wird berichtet, dass die Arbeitszeit wegen Wollmangels herabgesetzt wurde und auf Zellwolle umgestellt wird. In der Bilanz des Jahres 1937 wird die Zahl der Beschäftigten mit 2.259 und die bezahlten Löhne und Gehälter mit 3.673.151,00 Mark angegeben. Die Festschrift des Jahres 1936 stellt dies anders dar. So seien im Jahr 1935 eine Produktionsmenge von 2,7 Mio. kg Kammgarn auf 92.000 Spindeln und mit 2.400 Mitarbeitern erreicht worden. Dies entsprach der Nazi-Propaganda, wirtschaftliche Erfolge sollten dem Hitler-Regime zugeschrieben werden.

### Der Zweite Weltkrieg
AKS produzierte während des Zweiten Weltkriegs mit sinkenden Belegschaftszahlen und Umsätzen bis zum 25. Februar 1944. Ein verheerender Bombenangriff in der Nacht vom 25. auf den 26. Februar 1944 zerstörte nicht nur weite Teile der Altstadt von Augsburg, sondern 90 % der Fabrikanlagen der AKS. Die AKS gehörte im Zweiten Weltkrieg zu den Augsburger Fabriken, die Zwangsarbeiterinnen und Zwangsarbeiter beschäftigten. Das Entbindungslager („Ela“) im Betriebslager der Augsburger Kammgarnspinnerei wurde im Juni 1943 als zentrale Entbindungseinrichtung für den Gau Schwaben in Betrieb genommen. 282 Geburten sind beim Standesamt registriert, aber nur sechs Sterbefälle. Wegen Bombenschäden in der AKS wurde das „Ela“ im Mai 1944 verlegt.

### Nachkriegszeit
Das Jahr 1945 war auch für AKS die Stunde null. Der Wiederaufbau der Fabrikanlagen begann, aus den Trümmern wurden die noch verwertbaren Maschinen geborgen und betriebsfähig gemacht. In behelfsmäßig hergestellten Räumen und den nicht zerstörten Kellern konnte AKS bereits Ende 1945 mit der Produktion in eingeschränkten Umfang neu beginnen.
Nach der Währungsreform 1948 wurde das Aktienkapital der Gesellschaft von 13.873.600 Reichsmark im Verhältnis eins zu eins auf die Deutsche Mark umgestellt. 1957 erreichte das Unternehmen wieder die Vorkriegsproduktion. Die letzten Zellfaktoren wurden durch Ringspinnmaschinen ersetzt. Bereits 1961 wurden die ersten Gastarbeiter, vor allem aus Spanien, eingestellt. Die Färberei wurde mit leistungsstarken, automatisch gesteuerten Hochtemperatur-Färbeanlagen ausgerüstet. Zwischen 1971 und 1973 errichtete AKS eine Spinnerei mit 15.000 Spindeln nur für die Herstellung von rohweißen Garnen, geliefert an Kunden mit einer eigenen Garnfärberei.

### Unter Hans Glöggler
Im Jahr 1973 übernahm der Augsburger Textilunternehmer Hans Glöggler mit seinem Konzern die Aktienmehrheit an AKS. Auf Weisung von Glöggler gewährte AKS Darlehen an andere Unternehmen des Glöggler-Textilkonzerns, so den Hanfwerken Füssen-Immenstadt AG und SWA Mech. Baumwoll-Spinnerei und Weberei AG, Augsburg. Auch beteiligte sich AKS an der Erba AG in Erlangen mit 30 Mio. DM. Schon im Jahr 1975 musste AKS diese Forderungen und Kapitalbeteiligungen in Höhe von 46 Mio. DM abschreiben, denn der Glöggler-Konzern war zahlungsunfähig. Hinzu kam noch ein Verlust aus dem operativen Bereich der AKS von 6 Mio. DM, sodass sich der Gesamtverlust auf 52 Mio. DM erhöhte. AKS stand vor dem Konkurs.
1976 wurde über das Vermögen des Hans Glöggler und die Hans Glöggler KG, die Konzernholding, das Konkursverfahren eröffnet. Der Konkursverwalter Werner Schneider, Neu-Ulm, beendete diese Verfahren 1987. 44 Gläubiger mit Forderungen von 477 Mio. DM erhielten eine Zahlungsquote von 0,14 %.

### Unter Landesanstalt für Aufbaufinanzierung
Um einen Konkurs der AKS zu vermeiden, übernahm 1975 der Freistaat Bayern die vom Glöggler-Konzern gehaltenen Aktien. Initiiert wurde dies durch den bayerischen Wirtschaftsminister Anton Jaumann und finanziert über die Landesanstalt für Aufbaufinanzierung (LfA). Diese übernahm zusammen mit den Banken auch die Finanzierung. Heinz Artmann, Präsident der LfA, übernahm den Vorsitz im Aufsichtsrat. In den nächsten Jahren schrieb AKS wieder schwarze Zahlen und wurde Marktführer für bunte Webgarne. 1984 wurde wieder an alle Aktionäre eine Dividende ausgeschüttet. 1986 war die AKS wieder Marktführer in Deutschland. In jenem Jahr wurden 6 Millionen Kilogramm Garn verarbeitet (56.000 Spindeln, 860 Beschäftigte).

### Unter Pegasus
Ab dem Jahr 1990 wechseln die Großaktionäre der AKS mehrfach. Zunächst erwarb die Pegasus-Gruppe unter Heinrich Diechtierow im Juni 1990 eine Mehrheit von 52 % des Kapitals der AKS.

### Unter Bayerischen Beamten Versicherung a.G.
Schon 1991 veräußerte die Pegasus-Gruppe ihre Aktienmehrheit an die BBV Holding GmbH in München, eine Gesellschaft der Bayerischen Beamten Lebensversicherung Gesellschaft a.G. weiter. Aufgrund von Rationalisierungsmaßnahmen, aber auch wegen des Rückgangs der Umsätze wurde die Belegschaft ständig verkleinert. AKS veräußerte zu Sanierungszwecken den gesamten Grundbesitz an zwei Finanzinvestoren, die Schäfflerbach GbR und die Mehler AG, die zum Daun-Konzern in Rastede gehörte, und pachtete die noch betriebsnotwendigen Gebäude zurück. Ende 1996 waren nur noch 350 Arbeitnehmer von ehemals 800 Arbeitnehmern, beschäftigt.

### Unter Ulrich Kikillus
Im Oktober 1996 trennte sich BBV Holding GmbH von ihrem Engagement und veräußerte die Aktienmehrheit an den Privatmann Ulrich Kikillus, Besitzer der Düsseldorfer Beratungsgesellschaft IMA GmbH. Die Vertreter der BBV Holding GmbH im Aufsichtsrat, Thomas Berger, Josef Dinauer und Robert Decker legten ihre Ämter nieder. Neuer Kreditgeber der AKS wurde Claas E. Daun, Rastede. Kikillus gelang es nicht, die Ertragslage zu verbessern. Im Jahre 1997 wurde bei einem Umsatz von 68,6 Mio. DM ein Verlust von 5,4 Mio. DM ausgewiesen. Die Belegschaft schrumpfte auf 339 Arbeitnehmer. Besonders drückend waren die Verpflichtungen aus der betrieblichen Altersversorgung.

### Das Gerichtliche Vergleichsverfahren
Am 4. Mai 1998 beantragte AKS beim Amtsgericht Augsburg die Eröffnung des gerichtlichen Vergleichsverfahrens zur Abwendung des Konkurses. Zum Vergleichsverwalter bestellte das Gericht den Stuttgarter Rechtsanwalt Volker Grub. Der Vergleichsvorschlag der AKS für ihre Gläubiger sah die nach der Vergleichsordnung vorgesehene Mindestquote von 35 % vor. Die Forderungen, die am Vergleich teilnahmen, stellte Grub in Höhe von 26 Mio. DM fest. Der größte Vergleichsgläubiger war der Pensionssicherungsverein in Höhe von 19,24 Mio. DM. Er sicherte die Rentenansprüche von 919 Versorgungsberechtigten der AKS. Zur Erfüllung der Zahlungsquote von 35 Prozent musste somit ein Betrag von 9,1 Mio. DM bereitgestellt werden. Der Kreditgeber Claas E. Daun erklärte sich bereit, im Falle der Annahme des Vergleichsvorschlages durch die Gläubiger der AKS, einen Kredit in Höhe von 16 Mio. DM zu gewähren. Im Vergleichstermin vor dem Amtsgericht Augsburg am 31. August 1998 stimmten von 123 Stimmberechtigten Gläubigern lediglich 10 Gläubiger gegen den Vergleich. Für den Vergleich stimmte eine Summenmehrheit von 97 %. Im April 1999 teilte Grub dem Amtsgericht mit, dass AKS die Vergleichsquote vollständig bezahlt hat. Das Vergleichsverfahren wurde am 3. Mai 1999 aufgehoben.

### Die weitere Unternehmensentwicklung
Im Jahre 1999 musste AKS bei einem Umsatz von 71,3 Mio. DM erneut einen Jahresfehlbetrag von 464.000 DM hinnehmen. Im Jahre 2000 konnte der Umsatz auf 70 Mio. DM gesteigert werden, es wurde jedoch wiederum ein Jahresfehlbetrag von 4 Mio. DM ausgewiesen. Ursächlich hierfür waren die Standortnachteile einer Produktion in Deutschland und ein verschärfter Wettbewerb in der Textilbranche.
Eine außerordentliche Hauptversammlung der AKS am 11. Juli 2001 folgte den Vorschlägen des Vorstandes Ulrich Kikillus, die nicht mehr wettbewerbsfähige Spinnerei stillzulegen und die ertragsbringende Färberei mit 80 Arbeitnehmern fortzuführen. Insgesamt sollten 200 der noch 312 Arbeitsplätze bei der AKS entfallen. Verhandlungen mit der zuständigen Gewerkschaft IG Metall führten zu keinen Lösungen. Die Forderungen der Gewerkschaft waren nicht erfüllbar. Dennoch wurde versucht, diese mit Streikmaßnahmen und Aussperrung des Vorstandes Ulrich Kikillus durchzusetzen.

### Konkursverfahren und Schließung
Da zwischenzeitlich auch eine Überschuldung des Unternehmens eingetreten ist, beantragte Kikillus am 26. November 2001 beim Amtsgericht Augsburg die Eröffnung eines Insolvenzverfahrens. Als Insolvenzverwalter wurde der Augsburger Rechtsanwalt Müller bestellt. Der Konkursverwalter kündigte noch im Dezember 2001 alle Arbeitsverhältnisse. Auch danach gingen Streik und Aussperrung weiter.
Die Spinnerei wurde im Februar 2002 geschlossen, jedoch konnte der Insolvenzverwalter die Färberei mit 100 Arbeitnehmern an die Kammgarnspinnerei Stöhr AG, Mönchengladbach veräußern. Stöhr schloss die Färberei 2004, zwei Jahre später, endgültig.
Nach Schließung der Färberei planten die Stadt Augsburg und die Finanzinvestoren die Umnutzung des rund 10 ha großen Gelände. Unter anderem entstand dort 2010 das Bayerische Textil- und Industriemuseum.

## Soziale Frage

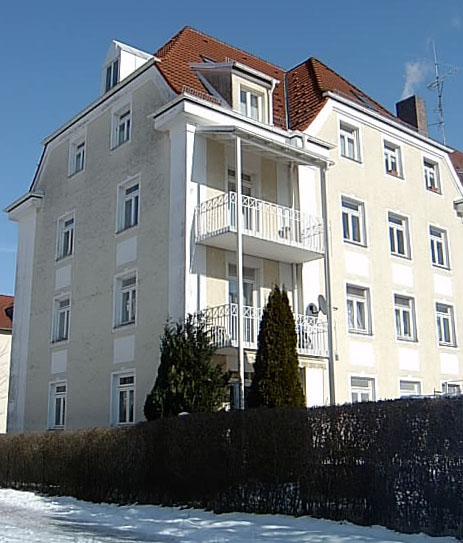
Arthur-Piechler-Straße 6, Wohnhaus des ehemaligen Kammgarnquartiers

Die Arbeits- und Lebensbedingungen der Fabrikarbeiter des 19. Jahrhunderts führten in Deutschland zu verschiedenen Lösungsansätzen der sozialen Frage, die auch eine betriebliche Sozialpolitik der Großunternehmer vorsahen. Auch in den Augsburger Textilunternehmen kam es ab den 1840er Jahren zu Bemühungen paternalistischer Unternehmer, die Notlage zu lindern, aber auch die Arbeiterschaft durch soziale Maßnahmen an die Fabrik zu binden und auch zu disziplinieren. In der AKS wurden folgende betriebliche Sozialleistungen eingeführt:
| Jahr | Maßnahme                              | Kommentar |
| ---- | ------------------------------------- | --- |
| 1848 | Fabrikkrankenkasse                    | Verpflichtend |
| 1850 | Ersparniskasse                        | Die AKS war einer der wenigen Betriebe, die selbst nach 1874 die Sparkasse als Zwangskasse führten. Allgemein üblich war, dass eine Auszahlung der Spareinlagen nur in Sonderfällen möglich war. Die Arbeiter waren oftmals zur Kündigung gezwungen, um auf die Ersparnisse zugreifen zu können. |
| 1854 | Erste Arbeiterwohnungen               | 25 Wohnungen und einige Schlafsäle im Frölich'schen Anwesen |
| 1857 | Arbeiterunterstützungsfond            | |
| 1872 | Fabrikbad                             | Ein wöchentliches Vollbad für Werksangehörige |
| 1875 | Lesezimmer                            | |
| 1876 | Neues Wohnquartier                    | 1904 waren 25 % der Belegschaft in Werkswohnungen untergebracht (siehe auch Kammgarnquartier) |
| 1878 | Speisehaus                            | 350 Plätze |
| 1879 | Kinderbibliothek                      | Gleichzeitig wurde eine Weihnachtsbescherung der Kinder eingeführt |
| 1880 | Wasch- und Badehaus                   | Nun auch für Familienangehörige |
| 1930 | Kinderbewahranstalt und Säuglingsheim | |

## Historische Gebäude

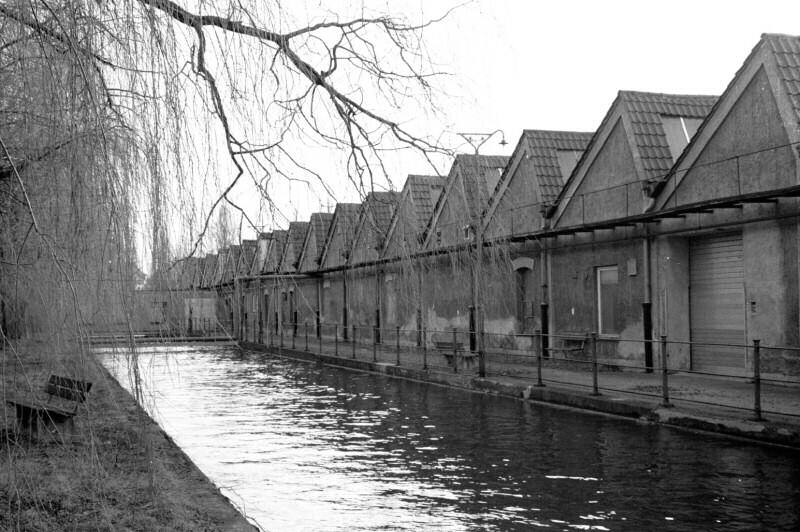
Shedhallen am Schäfflerbach, 2009 abgerissen

Im Zuge der Neunutzung des Geländes wurde Ende 2009 Einiges von der Bausubstanz dem Bagger geopfert. Erhalten blieben bisher die Bauten direkt an der Fabrikstraße, die auch weiterhin einen Gesamteindruck vermitteln soll. Als bekannte Architekten waren insbesondere Karl Albert Gollwitzer und Jean Keller für die AKS tätig. Letzterer, ein bedeutender Industriearchitekt, errichtete ab 1870 zahlreiche Werksgebäude und gab der Fabrik ein einheitliches Erscheinungsbild. Das Werk wurde im Zweiten Weltkrieg zu 90 % zerstört, so dass nur wenige Bauten aus der Zeit Kellers erhalten blieben.
Im Allgemeinen unterteilen sich die Produktionsstätten in der Textilindustrie in Spinnereihochbauten und eingeschossige Sheds für die Weberei. In den Geschossen der Spinnerei fanden dabei oftmals Produktionsabschnitte statt. Der Grad der Fertigstellung entsprach dem erreichten Stockwerk. Die immer größer und schwerer werdenden Maschinen der Webereien konnten nur ebenerdig betrieben werden. Die AKS ging dabei andere Wege. Die Vorzüge der Sheds – die steilen und nach Norden ausgerichteten Dachfenster boten bestes Tageslicht bei idealen Klimawerten – waren der Firmenleitung so wichtig, dass auch für die Spinnerei ab etwa 1870 nur Sheds verwendet wurden. Hieraus ergab sich die für eine Spinnerei untypisch große Anzahl an Shedhallen.
Der Schäfflerbach durchfließt als Energielieferant das Werk von Süd nach Nord und stellt eine Grenze dar. Die Einzelbauwerke sind deshalb östlich bzw. westlich des Schäfflerbaches aufgeteilt.

### Östlich des Schäfflerbaches

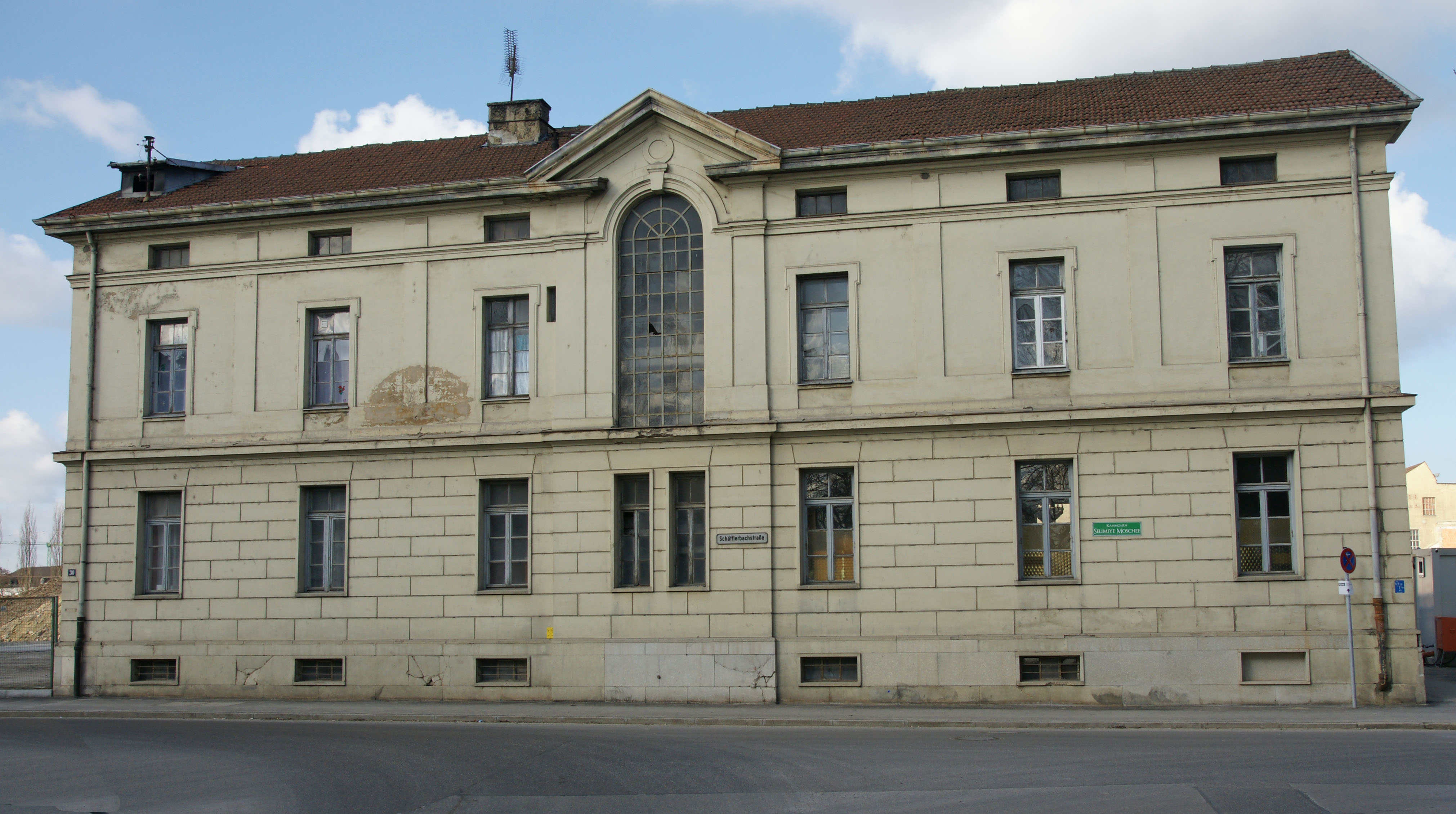
Wasch- und Badehaus, Schäfflerbachstraße 30, 2010
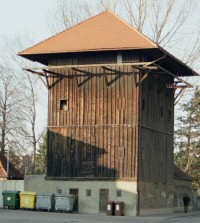
Färberturm, Schäfflerbachstraße, 1999
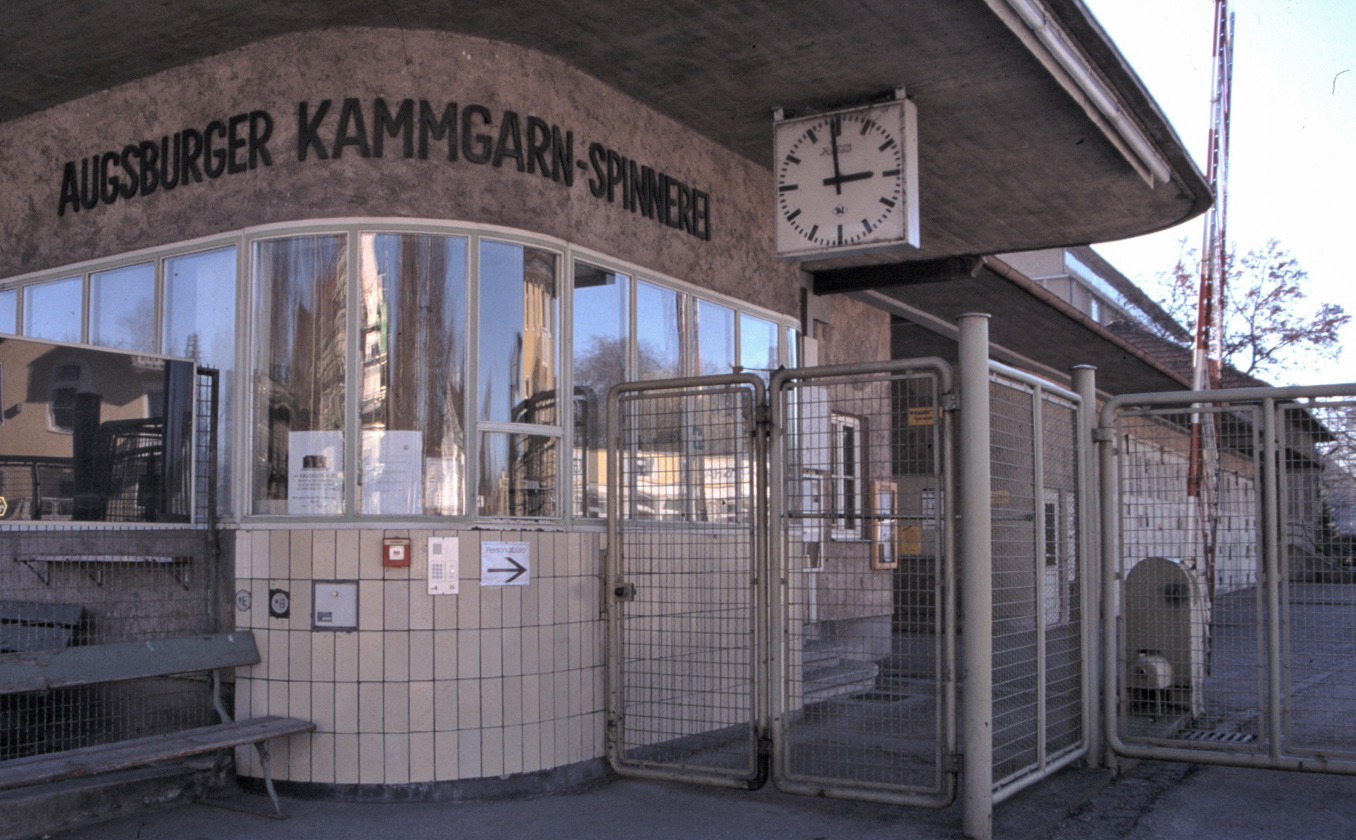
Pforte, Schäfflerbachstraße, 1997

Das Wasch- und Badehaus wurde 1879 nach Plänen von Jean Keller errichtet und ist mit barockisierender Putzgliederung geschmückt. Das Gebäude steht seit 1997 unter Denkmalschutz.
Der Färberturm wurde um 1760 errichtet und ist auf einer Zeichnung von 1809 als Teil der „Fröhlich'schen Zitz und Catun Fabrick“ dargestellt. Er zeugt von den Zeiten der Augsburger Kattunmanufakturen. Knapp unterhalb des Giebels laufen an jeder Seite Balken entlang, an deren Querstangen die in den Betrieben bedruckten Kattunstoffe zum Trocknen aufgehängt wurden. Die AKS nutzte den Turm als Stall und Lagerraum genützt. 1972 wurde er restauriert.
An den Färberturm schließt sich heute das Areal der Rudolf-Steiner-Schule an. An der Kreuzung zur Provinostraße befindet sich die 1952 errichtete Hauptpforte der AKS.

### Westlich des Schäfflerbaches

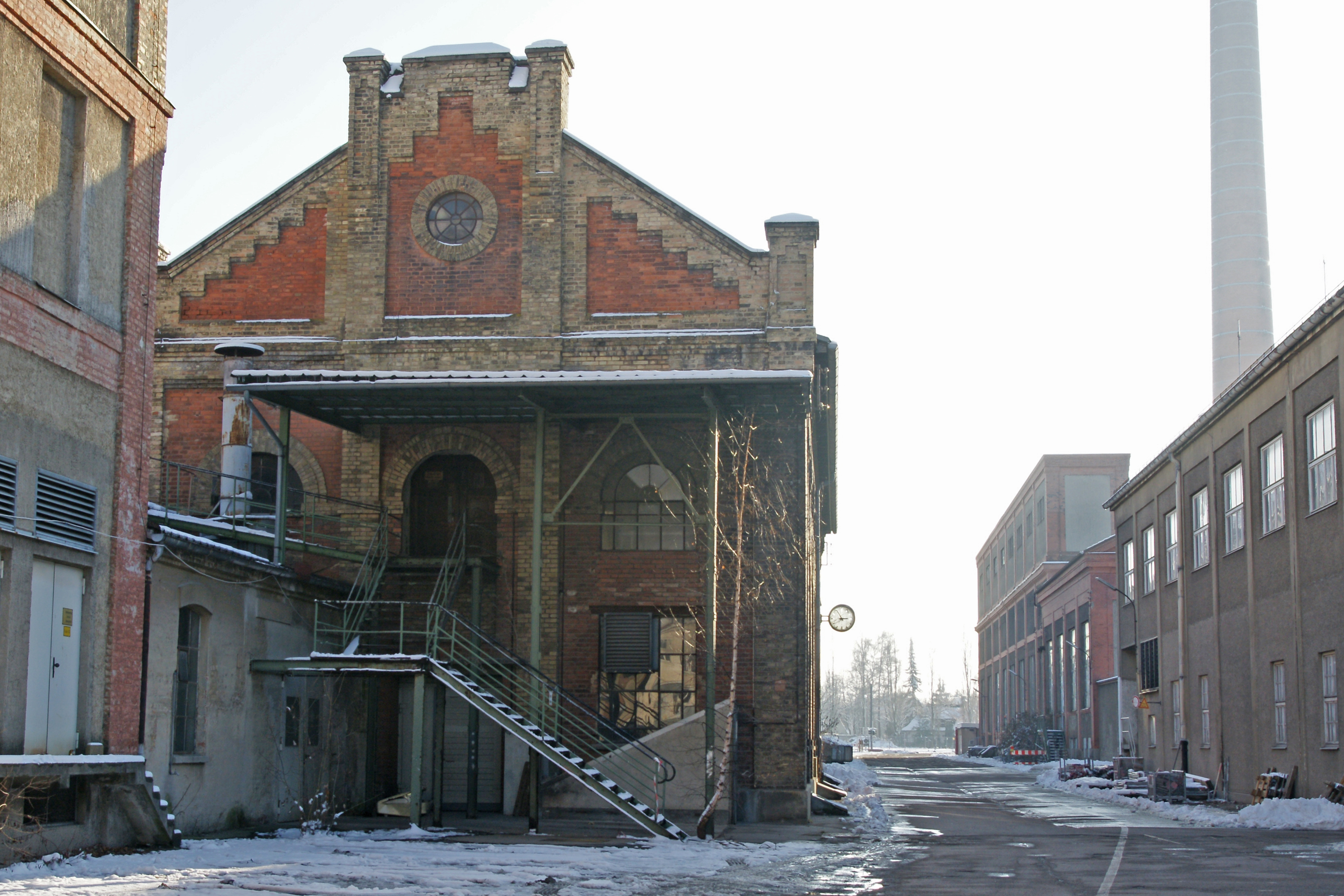
Altes Kesselhaus mit Blick in die Fabrikstrasse, 2008
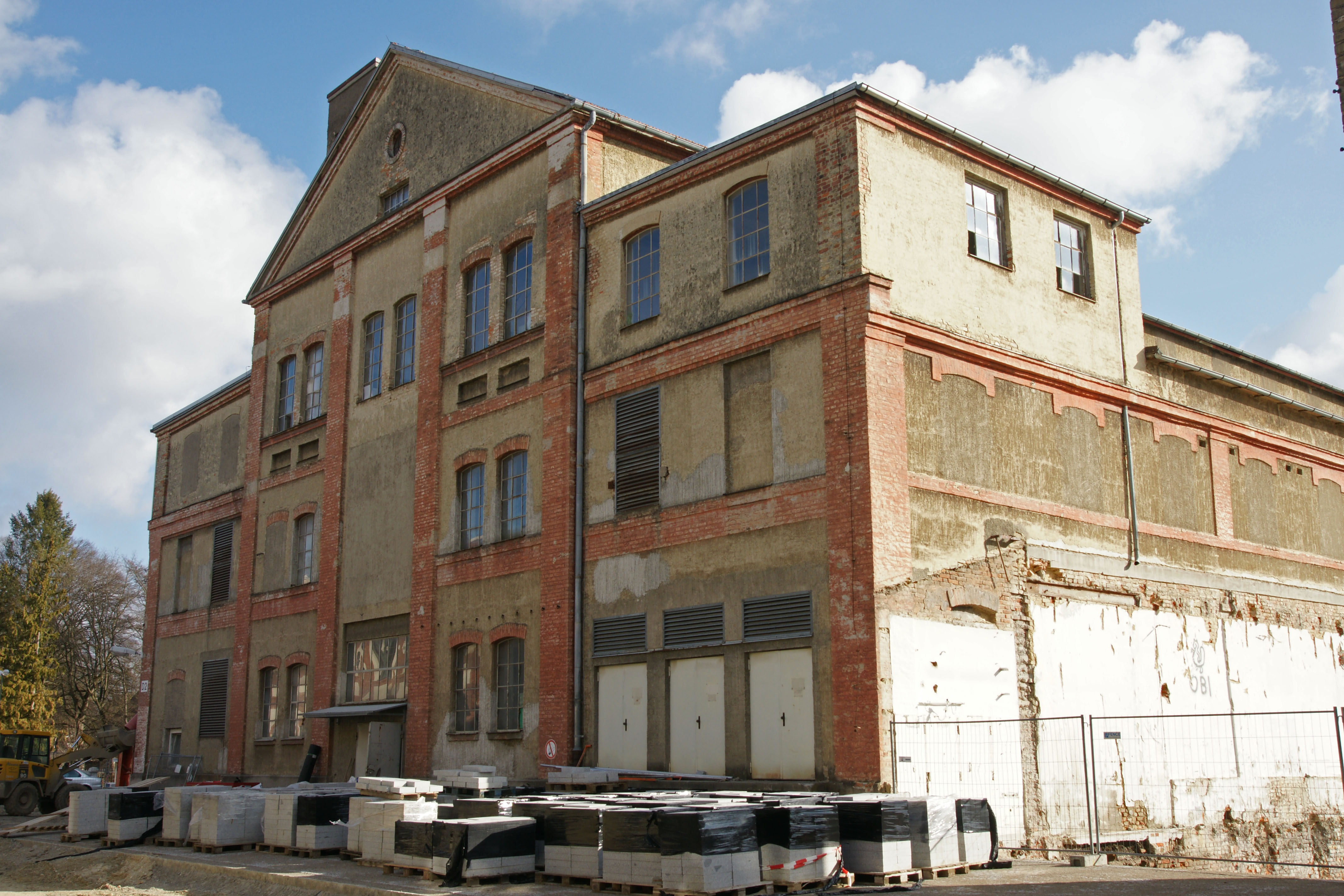
Sortierungsgebäude „Basilika“, 2010
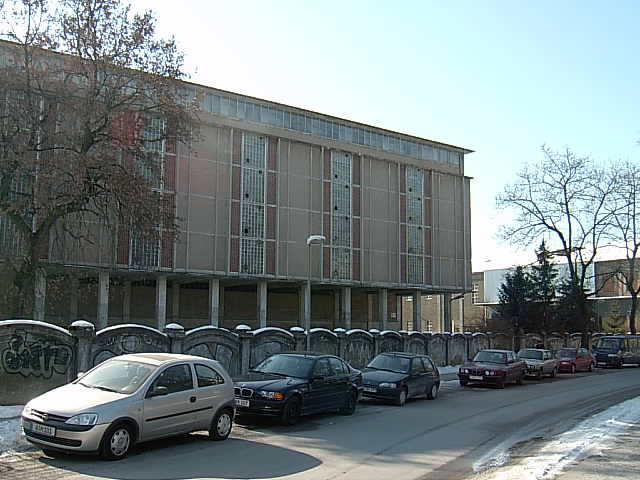
Ballenlagerhaus, 2003
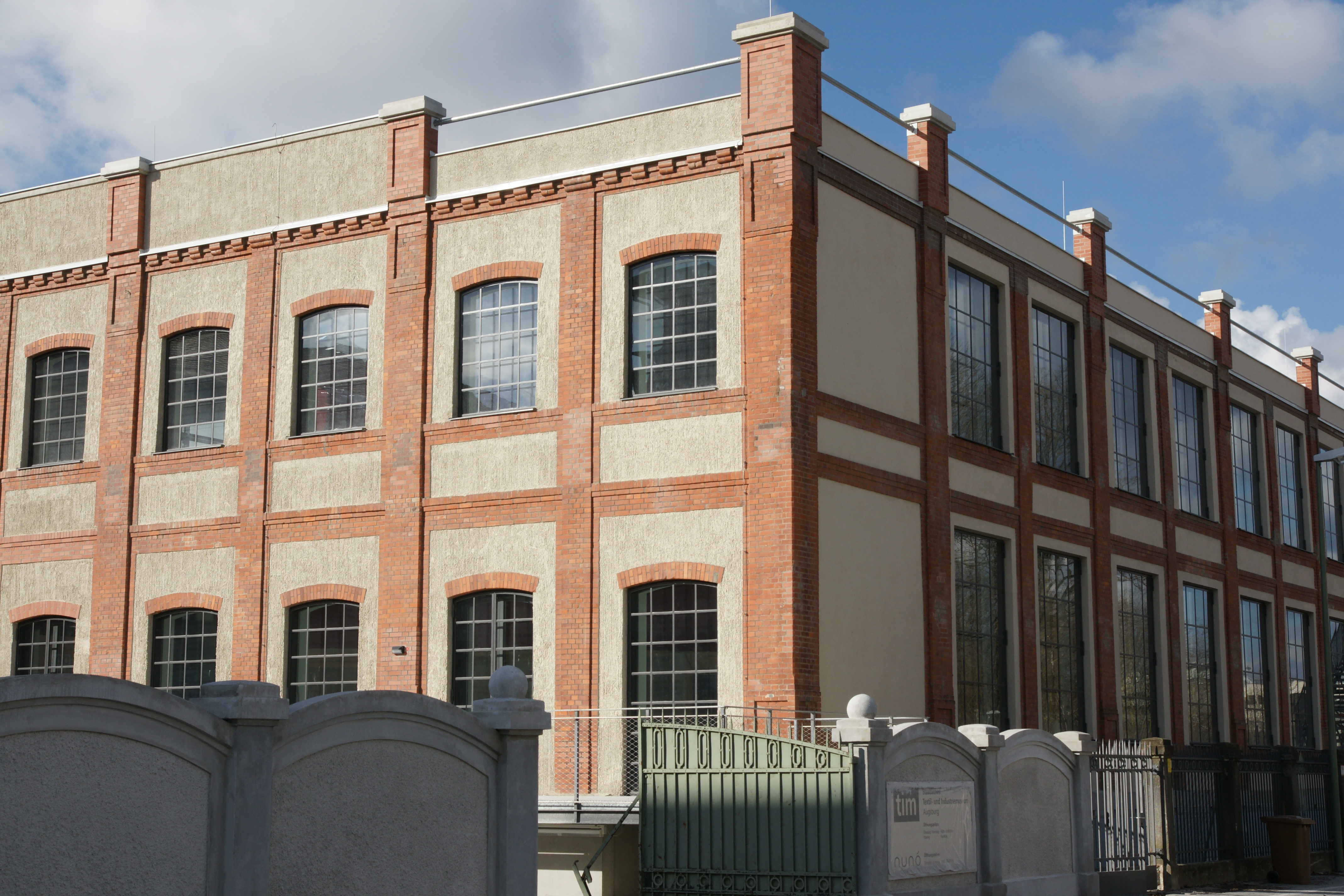
Kopfbau, 2010
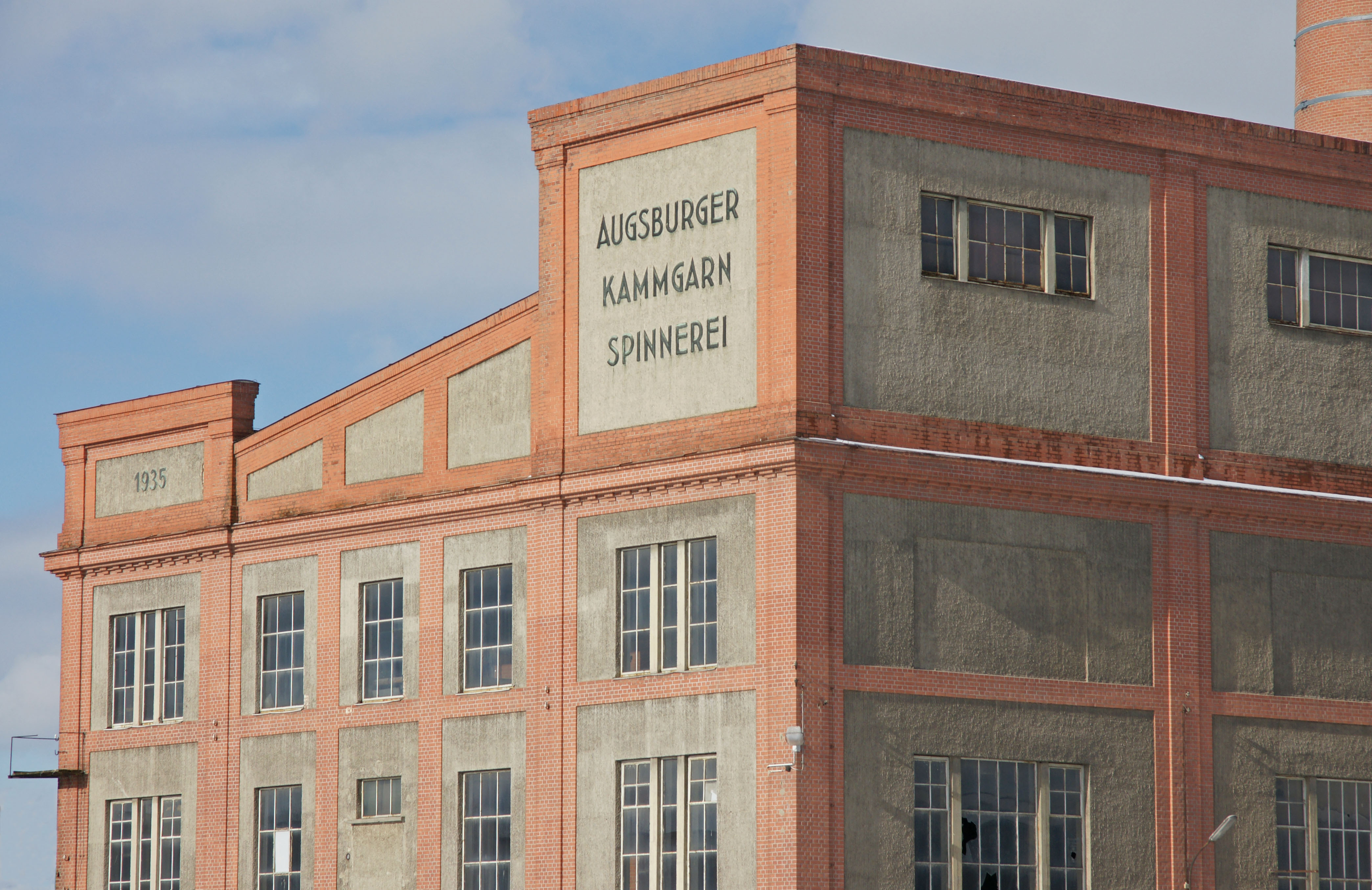
Neues Kesselhaus, 2010

Parallel zur zentralen Fabrikstraße erbaute Jean Keller 1893 ein Kesselhaus. Die Anlage diente zuerst als eine Art Notstromaggregat, wenn der Schäfflerbach Hoch- oder Niedrigwasser hatte und die Turbinen versagten. Wasserkraft war reichlich und billig vorhanden, während die für den Betrieb der Dampfmaschine nötige Kohle von Penzberg herangeschafft werden musste. Das alte Dampfmaschinenhaus als Blankziegelbau wirkt wie ein sakrales Gebäude, aufgrund der exponierten Lage ist es eines der auffälligsten Gebäude der Fabrik.
Direkt neben dem Kesselhaus befindet sich das als „Basilika“ bezeichnete Sortierungsgebäude (1889/Jean Keller). Der Name Basilika ist auf die Ausführung in drei Schiffen zurückzuführen.
Neben der Basilika erstreckt sich parallel zur Provinostraße das Ballenlagerhaus von 1956. Besonders auffällig sind die mit dunklen Ziegeln eingerahmten Glasbausteine.
Gegenüber der Basilika befinden sich die Nordwest-Sheds (1910) mit einem Kopfbau im Stil der Fabrikschlösser. Der Kopfbau hat 22 Fensterachsen, wird durch Mauerstreifen gegliedert und von geschweiften Dreiecksgiebeln bekrönt. Der Kopfbau mit zwei angrenzenden Sheds ist heute Standort des Staatlichen Textil- und Industriemuseums.

### Nördlich der Provinostraße
Das Gebiet „Nördlich der Provinostraße“ liegt aktuell weitgehend brach, jedoch existiert seit Längerem ein Bebauungsplan, der eine Riegelbebauung vorsieht. Unter Denkmalschutz gestellt wurden die Direktorenvillen und das Waschhaus. Das Garagenhaus wird bei einer Umsetzung des Bebauungsplanes abgerissen werden.

#### Direktionsvillen mit Gartenpavillon und Waschhaus

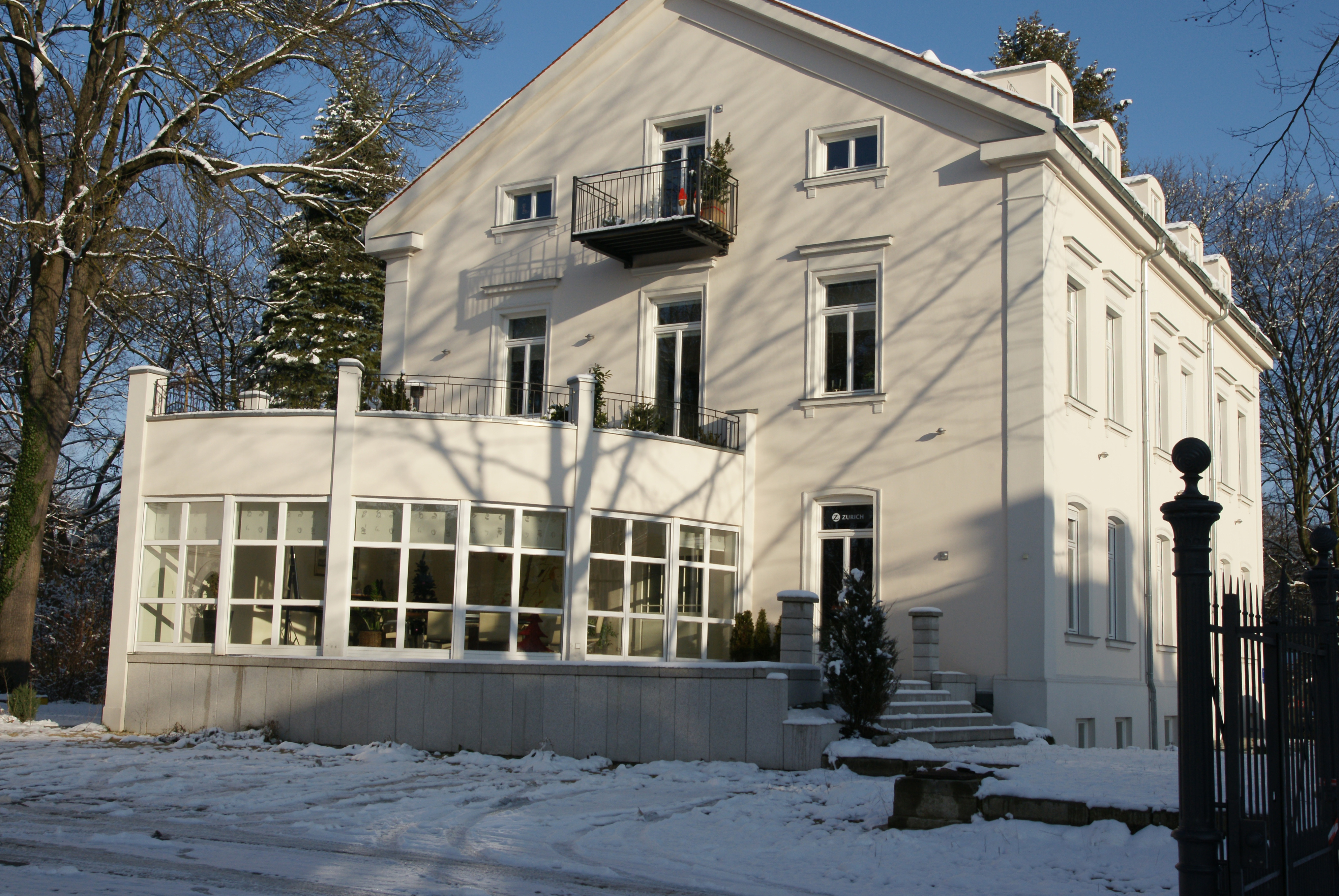
Direktorenvilla, Provinostraße 47, 2008
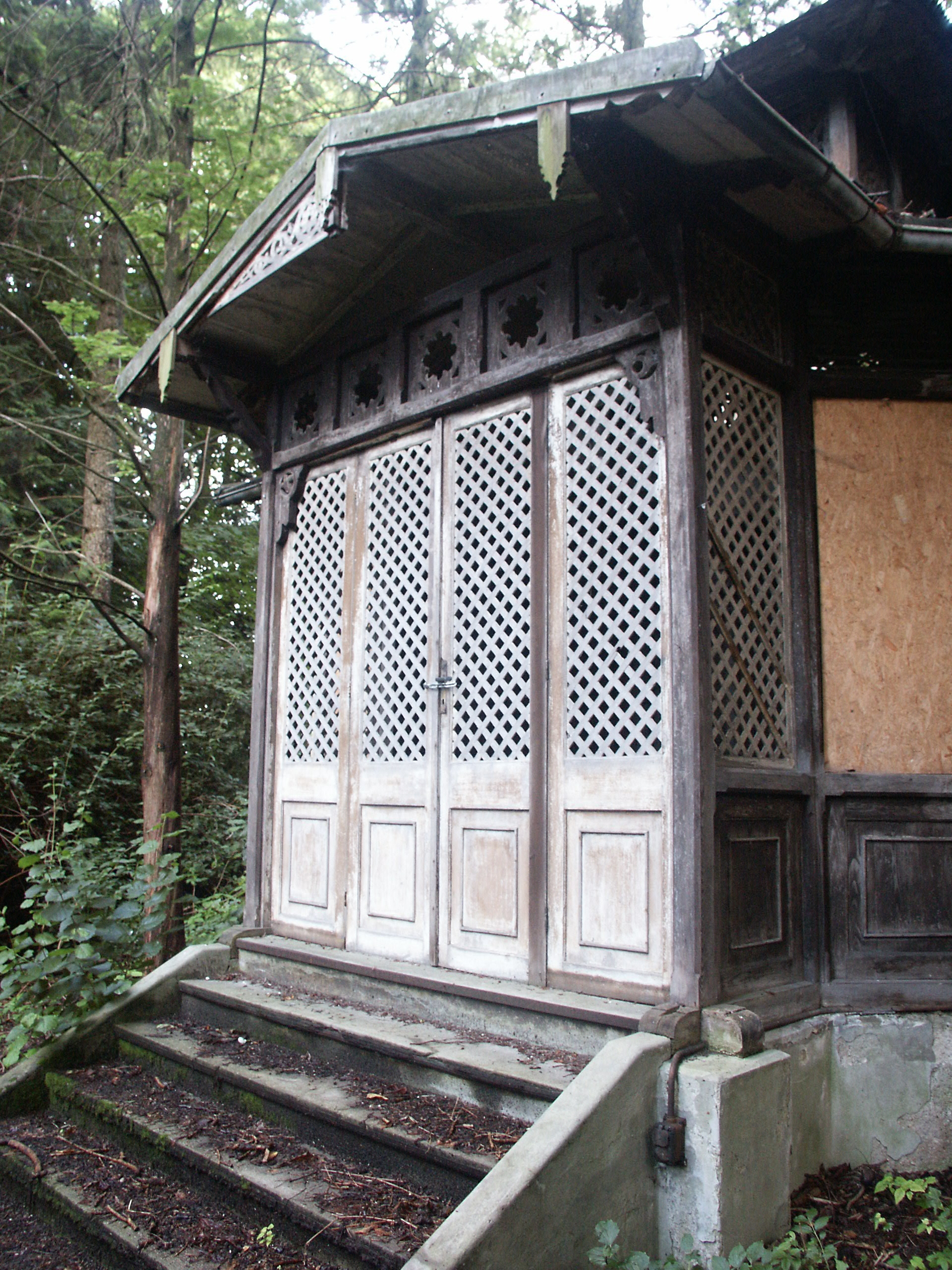
Gartenpavillon, Provinostraße 47, 2002
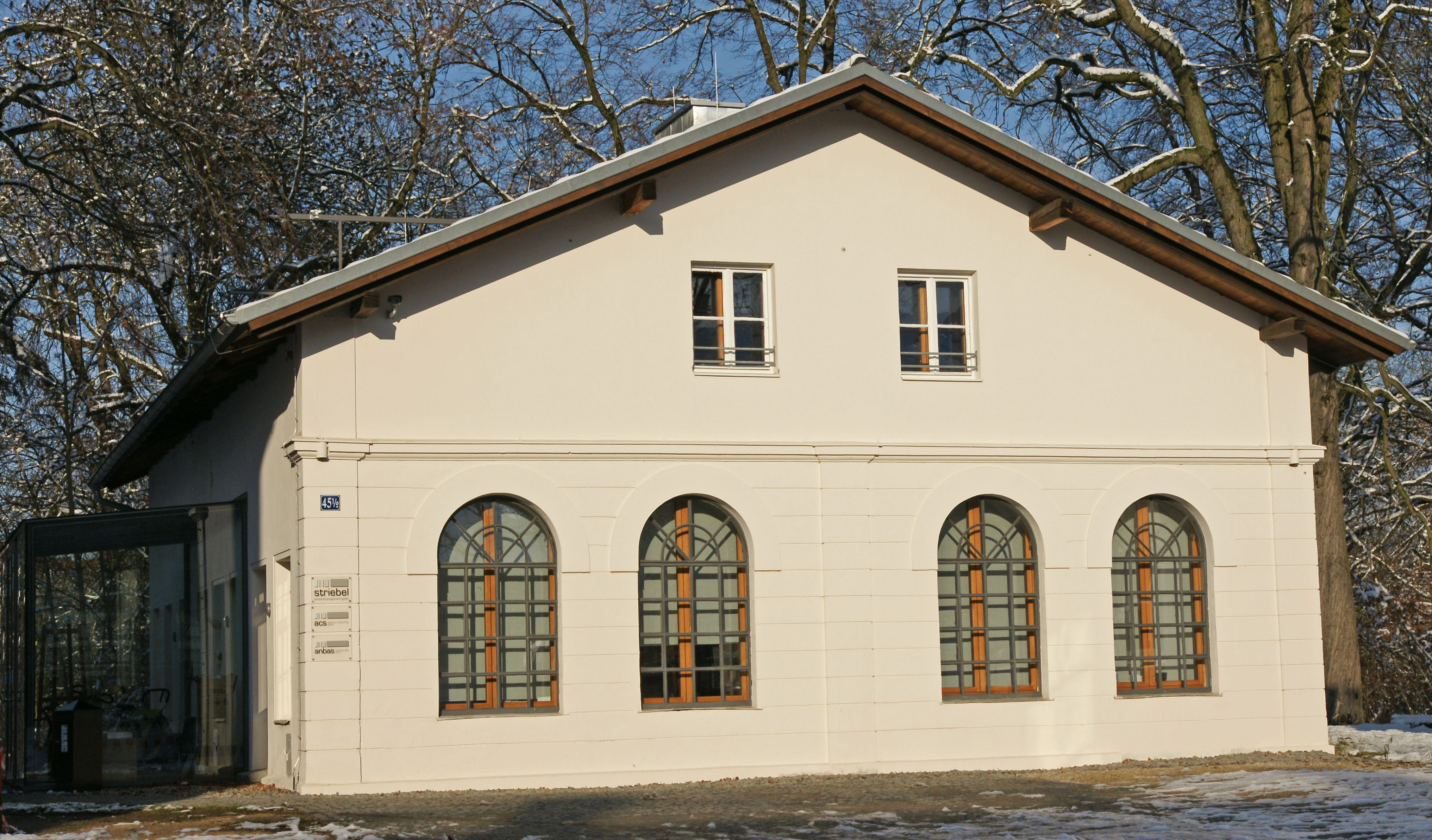
Waschhaus, Provinostraße 45½, 2008

Für den technischen Direktor und zwei kaufmännische Direktoren der Kammgarn-Spinnerei wurden ab 1869 an der Provinostraße (heute gegenüber dem Haupteingang zum tim) Direktorenvillen errichtet. Erhalten werden konnten, vor allem durch das Engagement der Bürgeraktion Textilviertel, zwei der Villen (Provinostraße 45 und 47), die nach Plänen von Karl Albert Gollwitzer entstanden. Sie wurden inzwischen restauriert. Die dritte Villa (1887 von Jean Keller) wurde im Zweiten Weltkrieg vollständig zerstört.
Wahrscheinlich erhielten die drei Villen nach der Fertigstellung der letzten je einen hölzernen Gartenpavillon. Auf einer gezeichneten AKS-Ansicht aus dem Jahre 1926 sind die Bauten gut zu erkennen. Nur der Pavillon des Hauses 47 blieb erhalten. Den durch den Bebauungsplan „Nördlich der Provinostraße“ bedingten bevorstehenden Abbruch gelang es durch das Zusammenwirken vieler Beteiligter und die Fachkenntnis des Denkmalamtes zu verhindern und den Pavillon zu restaurieren. Um langfristig erhalten zu werden, wurde das Denkmal jedoch in den Botanischen Garten umgesetzt. Dort kann der Pavillon, der in Form des Schweizer Heimatstils gestaltet wurde, besichtigt werden. Der Bodenbelag besteht aus gemusterten Steinzeugfliesen, die Eisenfenster sind in den Ecken bunt verglast.
Das Bauwerk Provinostraße 45 ½ wurde gemeinsam mit den Direktorenvillen errichtet, denen es als Waschhaus diente. Im Erdgeschoss befand sich neben mehreren kleinen Räumen ein Raum mit einem Waschkessel. Im Dachgeschoss konnte die Wäsche getrocknet werden. Im Zuge der Sanierung der beiden Villen konnte auch das Waschhaus denkmalgerecht saniert werden. Es beherbergt heute Wohn- und Büroräume.

#### Garagen- und Chauffeurhaus

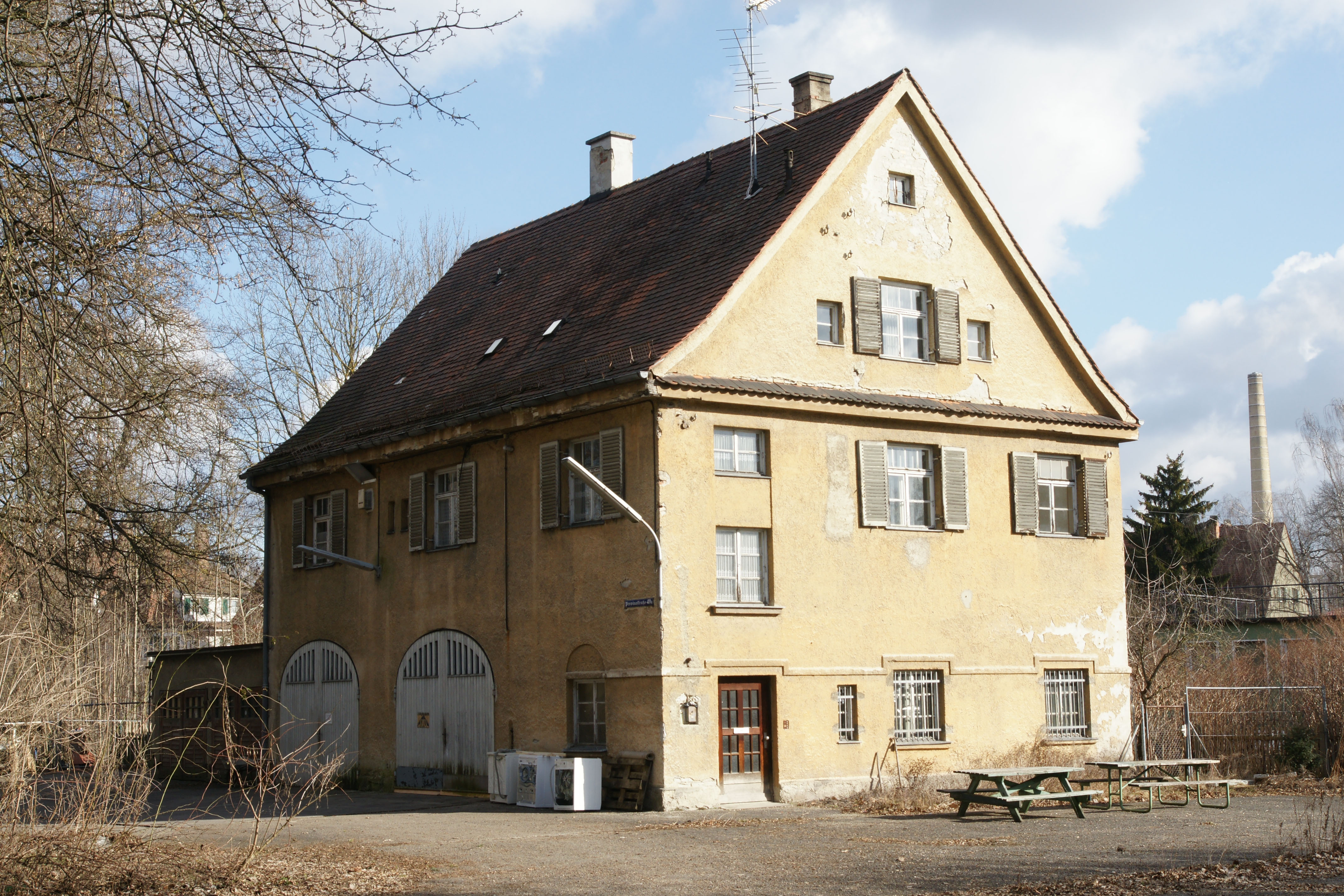
Garagenhaus

Weiter in Richtung Schäfflerbachstraße befand sich das Garagen- und Chauffeurhaus, wo die Firmenwagen der Direktoren untergebracht waren. Das Gebäude wurde bereits abgerissen.

## Heutige Nutzung

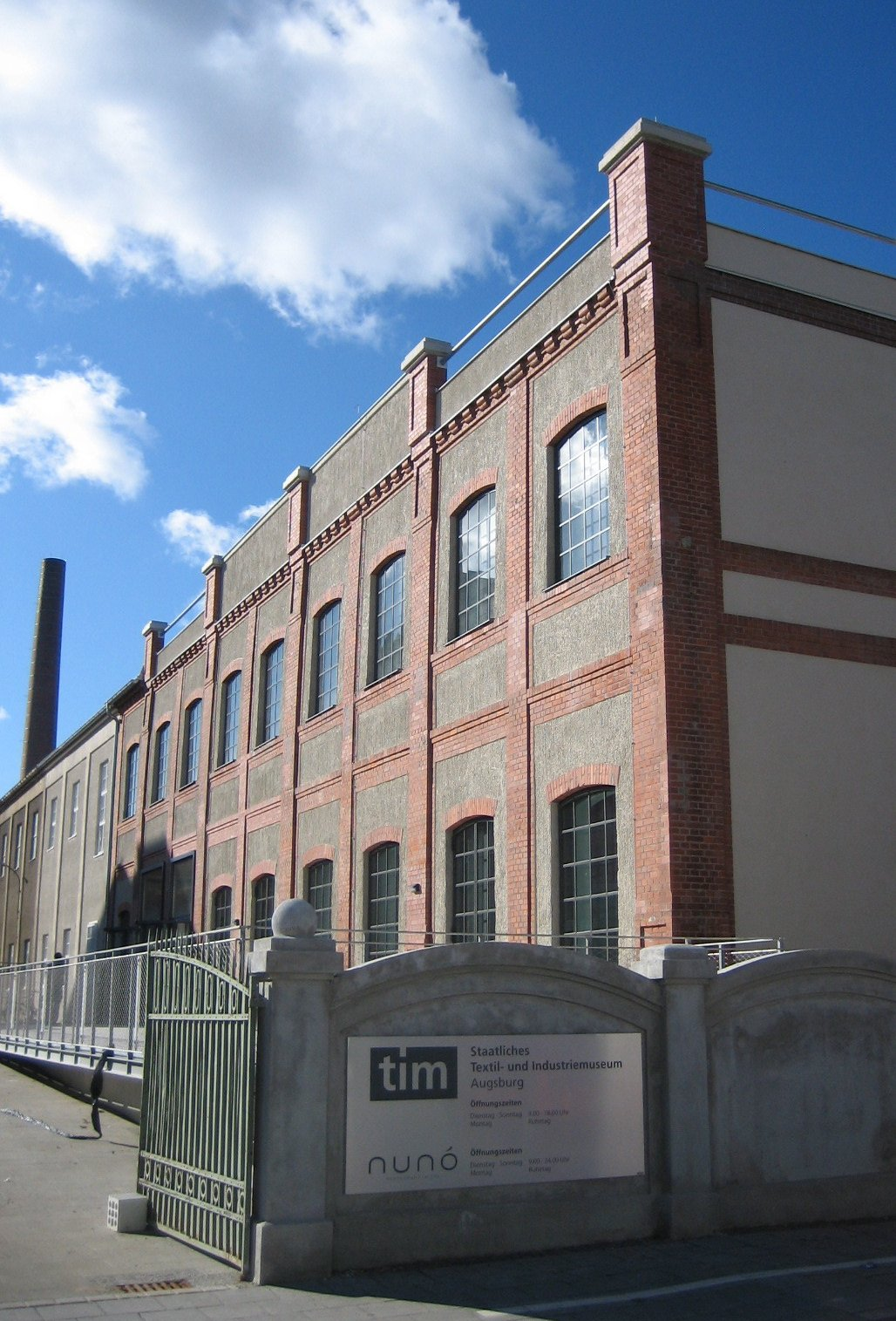
Museumszugang

An der Provinostraße im ehemaligen Kopfbau befindet sich heute das Staatliche Textil- und Industriemuseum (tim). Für die angrenzenden Sheds gibt es Pläne für eine Nutzung durch die Stadtarchäologie und das Stadtarchiv.
Östlich des Schäfflerbaches wurde mit dem Schuljahr 2005/2006 eine Rudolf-Steiner-Schule eröffnet.